# 滇沙针
滇沙针（学名：Osyris wightiana var. stipitata）为檀香科沙针属下的一个变种。